# Koptische muziek
Met koptische muziek wordt de muziek bedoeld die sinds ongeveer de 2e eeuw toebehoort aan de Koptisch-orthodoxe Kerk. Het genre wordt gezien als een geëvolueerde versie van de oud-Egyptische muziek en wordt dan ook vooral gekenmerkt door de strakke ritmische lijnen.

## Geschiedenis

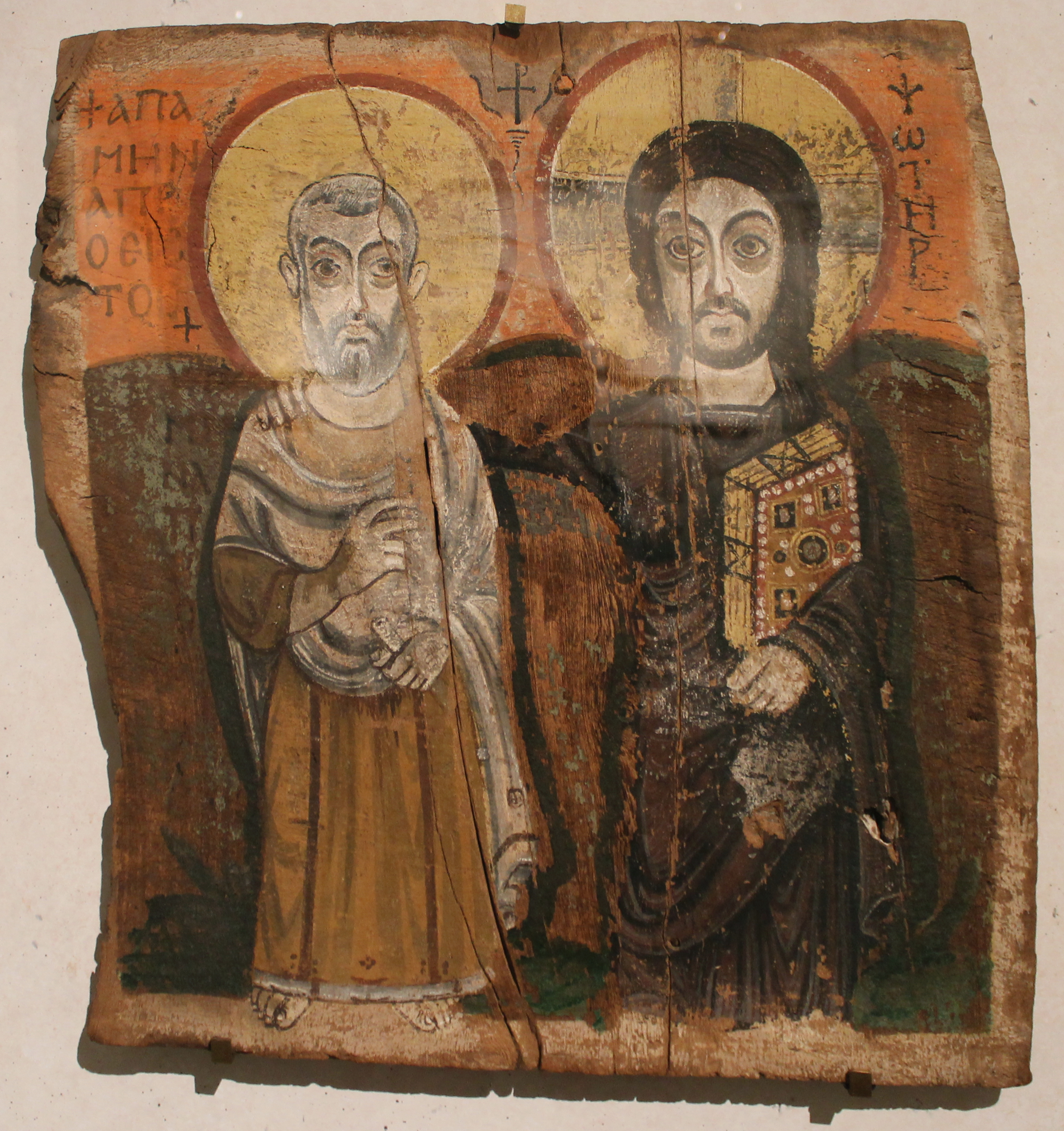
Christus en een abt volgens de vroege kopten

De voorloper van koptische muziek ontstond volgens musicologen in het oude Egypte. Binnen de oud-Egyptische muziek was het ritme een zeer bepalend onderdeel en het grootste deel van de Egyptische instrumenten behoorde dan ook tot de idiofonen. Zo stamde de sistrum, veel gebruikt in de Koptische Kerk, uit Egypte en waren ook instrumenten als de crotales en de menat niet weg te denken uit zowel de Oud-Egyptische als de koptische muziek. 
Toen in de eerste eeuwen na Christus de oude mythologie, onder andere door de invloed van de Grieken en de Romeinen, langzaam uit het oude Egypte verdween, ontstond er een gat dat werd opgevuld door andere het Christendom. Daar de Grieken in deze periode nog niet erg aangenaam reageerden op de Koptische Kerk en zij het kopticisme aanvankelijk zelfs verboden, vonden koptische kerkdiensten meestal plaats in alle heimelijkheid. Dit had als gevolg dat de muziek niet de kans had om zich in het openbaar te ontwikkelen, en de kopten dus steeds meer waarde hechtten aan de oud-Egyptische muzikale normen. Hoewel de teksten veranderden, bleef het instrumentengebruik en de waarde van het ritme gelijk aan dat van de Egyptenaren. Er bleven zelfs complete liederen bestaan, waarvan het wereldberoemde Kyrie eleison een voorbeeld is. Toen de Koptische Kerk uiteindelijk getolereerd werd, waren kopten al zo vastgegroeid aan hun, eigenlijk oud-Egyptische gebruiken, dat de muziek nauwelijks meer veranderde. Saillant detail daarbij is dat de kopten het oude Egypte wel als ketterij zagen en de overblijfselen hiervan zo veel mogelijk probeerden te vernietigen.

## Status van de muziek binnen de kerk
Koptische muziek was uitsluitend religieus. Vereringen binnen de Koptische Kerk bestaan voor een deel uit missen. Tijdens deze missen wordt de liturgie, de viering van de sacramenten, gezongen. Verder bestaat de koptische muziek ook uit een groot aantal extra hymnes, bijvoorbeeld voor advent, middennacht, kerst, lente, zaterdagavond en pasen. Hoewel de vroege kopten hun muziek niet noteerden, is een groot aantal thema's, of zelfs hele liederen van soms wel 20 minuten, door mondelinge overdracht bewaard gebleven. Pas in de 19e en 20e eeuw werden deze liederen, onder andere door Cantor Mikhail Girgis El Batanouny, opgeschreven. 

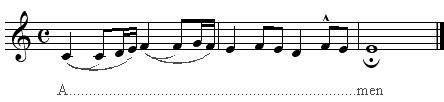
Simpel voorbeeld van een koptische acclamatie

Uit het feit dat de kopten vroeger veel waarde hechtten aan blinden als muzikant, blijkt dat de schoonheid van de muziek binnen de Koptische Kerk niet geheel onbelangrijk is. Net als de oude Egyptenaren waren ook de kopten van mening dat blinde medemensen een beter gevoel voor geluiden hadden, en dat zij dus het beste in staat waren om de emoties van muziek te begrijpen. Het gaat in de koptische chanten en hymnes echter vooral om de tekst, die er op zijn beurt op gericht was de Heilige drie-eenheid te eren. 
De teksten worden doorgaans in het Koptisch (rechts), Grieks of Arabisch opgeschreven en gezongen door een cantor.

## Onderzoek
Koptische muziek is binnen de muziekgeschiedenis een belangrijk onderdeel, omdat het meer duidelijk kan verschaffen over muziek in zowel de koptische als de faraonische periode in Egypte; een tijd die in totaal enkele duizenden jaren beslaat. De koptische muziek is, en wordt, dan ook veelvuldig onderzocht door musicologen, egyptologen en theologen. De koptische cantor Mikhail Girgis El Batanouny heeft in de 20e eeuw een groot aantal koptische liederen opgeschreven en opgeslagen. Op deze manier heeft hij voorkomen dat tal van hymnes en chanten zijn verdwenen. Andere bekende mensen die de koptische muziek hebben onderzocht zijn Ernest Newlandsmith, Ilona Borsai en Hans Hickmann.